# Companyia de dansa
Una Companyia de dansa és un grup de persones que es dedica professionalment a la dansa. A Catalunya coexisteixen prop de 40 companyies de dansa, moltes de les quals pioneres en dansa contemporània. Van sorgir al llarg dels anys vuitanta del segle XX i actualment gaudeixen d'un ampli reconeixement internacional. A banda de les nombroses companyies de dansa contemporània, també n'hi ha d'altres estils com la clàssica, el claqué o el hip-hop.
També existeixen els esbarts dansaires, que es dediquen a la dansa popular, tradicional o folklòrica.

## Companyies de dansa a Catalunya
Als anys vuitanta, Catalunya es va convertir en la porta d'entrada de la dansa contemporània de l'estat espanyol, un nucli de cultiu creatiu que es va traduir en nombroses agrupacions i companyies. La majoria han sobreviscut i gaudeixen avui d'un gran reconeixement més enllà de les nostres fronteres. Trànsit Dansa, Gelabert-Azzopardi, Àngels Margarit/Cia. Mudances, Metros, Nats Nus, Lanònima Imperial i Mal Pelo són algunes de les més destacades, totes dedicades a la dansa contemporània, però cada una amb segell propi, que les fa úniques i irrepetibles.
Als noranta, hi van seguir sorgint companyies de dansa contemporània com Búbulus, la companyia Mar Gómez, la Roberto G. Alonso, Iliacan, la companyia Pepe Hevia, CobosMika Company o Erre que Erre. Durant aquesta dècada també es van començar a crear companyies que barrejaven la dansa amb el teatre, com Senza Tempo, La Intrusa Danza o la companyia de Marta Carrasco. També amb altres disciplines, com Sol Picó Cia. de Dansa i Increpación Danza, amb la dansa espanyola i el flamenc; Raravis, amb el buthoh, i Color Dansa, amb el hip-hop.
La primera dècada del 2000 va veure néixer companyies com la Thomas Noone Dance i altres en què la multidisciplinarietat, la barreja d'estils i el límit entre la dansa i la no-dansa és cada vegada més prim; un exemple és la companyia Sònia Gómez. El ballet clàssic també ha sabut trobar el seu lloc amb la creació de la companyia de Ballet de Santa Coloma de Gramenet-David Campos. També l'ha trobat el claqué amb companyies com Tapeplas, i el ‘hip-hop' i els ritmes urbans, de la mà d'agrupacions com Brodas Bros.

## Estabilitat
Malgrat el ric ventall de companyies que existeixen en l'actualitat, la realitat de la majoria d'agrupacions passa per la manca d'estabilitat. Davant la impossibilitat de tenir contractat un grup de ballarins de forma permanent, les companyies contracten els intèrprets exclusivament per a una producció i per un curt període. A més, moltes companyies subsisteixen gràcies a les subvencions públiques, sense les quals no podrien dur a terme la seva activitat. Malgrat aquestes adversitats, les agrupacions tiren endavant gràcies a un gran esforç i a una prolífica creativitat.